# Ptilodon variegata
Ptilodon variegata är en fjärilsart som beskrevs av Barend J. Lempke 1959. Ptilodon variegata ingår i släktet Ptilodon och familjen tandspinnare. Inga underarter finns listade.